# فومبوينا
بلدية فومبوينا (بالإسبانية: Fombuena) هي بلدية تقع في مقاطعة سرقسطة التابعة لمنطقة أراغون شمال شرق إسبانيا.

## الديموغرافيا
بلغ عدد سكان بلدية فومبوينا 50 نسمة عام 2011 (وفقاً للمعهد الوطني الإسباني للإحصاء).
| 21 | 20 | 18 | 50 | 52 | 51 | 50 |